# Désiré Nisard
Pour les articles homonymes, voir Nisard.
Jean Marie Napoléon Désiré Nisard, né le 20 mars 1806 à Châtillon-sur-Seine, mort le 25 mars 1888 à Sanremo, est un homme politique, écrivain et critique littéraire français. Son père, l’un des principaux constructeurs du faubourg Saint-Martin à Paris, avait acheté une charge d’avoué à Châtillon-sur-Seine. Désiré Nisard eut deux frères, Charles, philologue spécialiste de la littérature des XVIe et XVIIe siècles, et Auguste, universitaire qui fut notamment recteur de l’académie de Grenoble puis doyen de la Faculté des lettres de l’Université catholique de Paris, fondée en 1875.

## Biographie
Il fit de brillantes études classiques au collège Sainte-Barbe, et entra de très bonne heure dans le journalisme, puisqu’en 1826, Bertin l’admit au Journal des débats, qui était alors un des principaux journaux d’opposition. Il y fit ses premières armes durant les dernières années de la Restauration, se montrant d’abord favorable à la cause libérale, qu’il alla même défendre sur les barricades de juillet 1830, avec ses deux frères et un oncle qui s’y fit tuer.

Mais, classique fervent, il prit ombrage du bon accueil fait au romantique Victor Hugo par la famille Bertin. Il quitta alors le Journal des Débats pour entrer au National, partageant davantage ses goûts littéraires avec le directeur, Armand Carrel. Il devint un collaborateur assidu et fougueux, fournissant de violentes sorties contre le ministère Casimir Perier, contre l’état de siège (juin 1832), contre la police, qui avait le don de l’agacer, contre la manifestation royaliste de Saint-Germain-l’Auxerrois, etc. En 1832, il est reçu septième à l'agrégation de lettres. En conformité d’opinion avec Carrel, il tint également la critique littéraire du journal, fustigeant les romantiques, et en particulier les drames de Victor Hugo et d’Alexandre Dumas, les qualifiant de « littérature facile » ainsi que de « débauches d’imaginations en délire, indignes d’occuper les esprits sérieux », estimant qu’il était bien supérieur d’imiter Boileau ou, si l’imagination faisait défaut, de traduire Hérodote, Virgile ou Pline l'Ancien. Sainte-Beuve, qui était alors le poète romantique des Consolations, constata malicieusement : 
Ainsi je vais toujours reprenant au bel art,

Au rebours, je le crains, de notre bon Nisard.
À cette époque, Nisard n’avait encore publié qu’un petit roman, Le Convoi de la laitière, œuvre de jeunesse, qualifiée de grivoise par Larousse, lorsqu’il exposa, en 1834, dans un ouvrage plus important, Les Poètes latins de la décadence, les théories auxquelles il resta toujours fidèle : c’était la comparaison prolongée entre la décadence de la littérature chez Lucain, et le caractère analogue, selon lui, de la littérature française représentée par Victor Hugo. Le livre plut à Guizot, ministre de l’Instruction publique, qui nomma l’auteur maître de conférences à l’École normale supérieure en 1835.
La situation de Nisard grandit alors rapidement :
- en 1836, chef du secrétariat au ministère de l’Instruction publique,
- toujours en 1836, maître des requêtes au conseil d’État,
- en 1837, chef de la division des sciences et des lettres au ministère de l’Instruction publique.

Il compta dès lors parmi les plus zélés partisans du pouvoir établi, qui, de son côté, feignit d’oublier son passé de polémiste. Il ne lui manquait plus que d’être député ministériel : il le devint. Le 9 juillet 1842, il brigua avec succès la députation dans le 5e collège de la Côte-d'Or (Châtillon-sur-Seine), obtenant les voix de 65 % des votants.

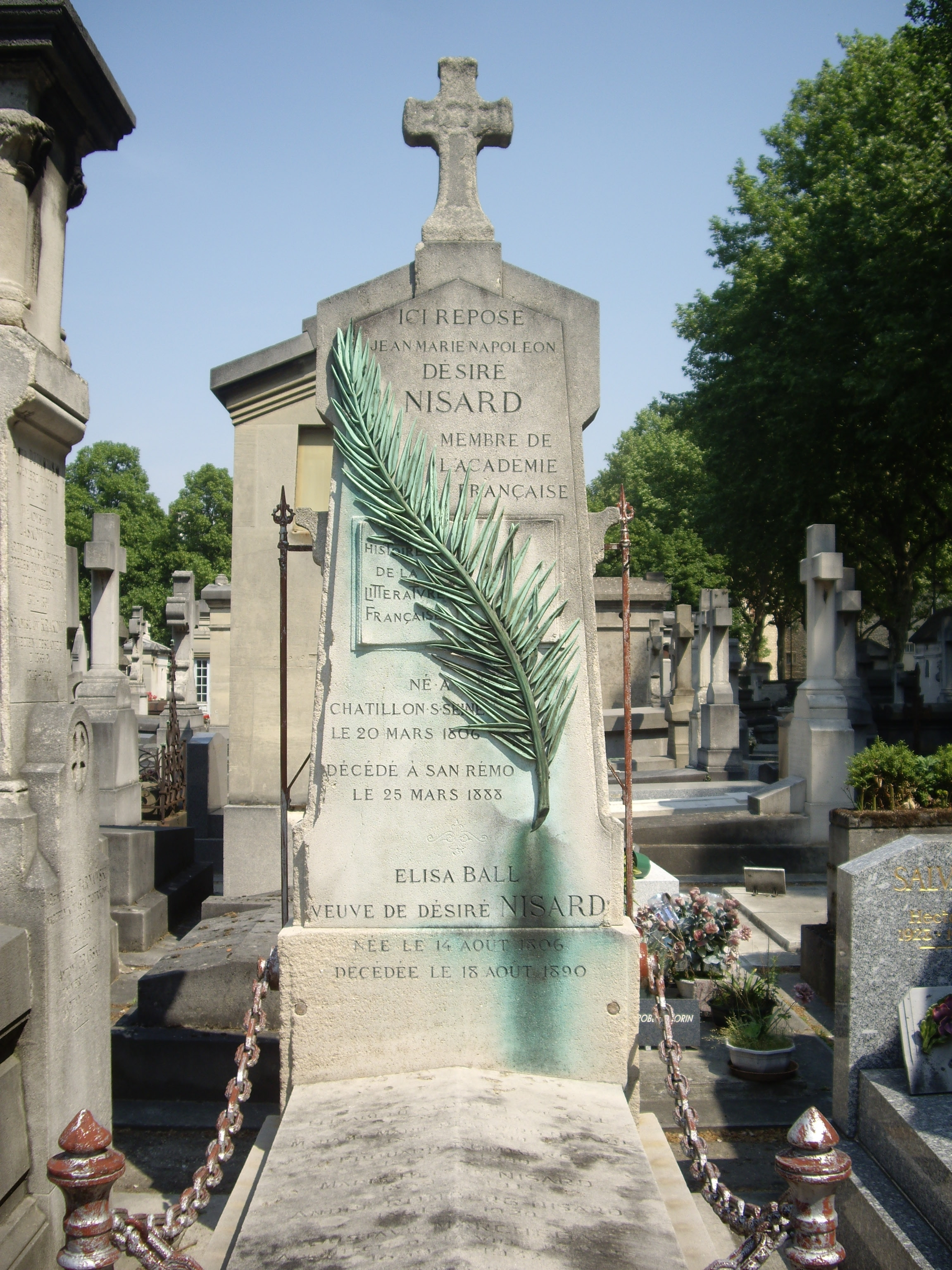
Tombe de Désiré Nisard au cimetière du Montparnasse (division 17).

Il siégea alors au centre, votant constamment avec la majorité conservatrice, notamment en 1845, pour l’indemnité Pritchard. En 1843, il remplaça, à sa mort, Burnouf à la chaire d’éloquence latine du Collège de France. Cette nomination ne lui donna pas pour autant le goût des joutes oratoires à la tribune de la Chambre ; il leur préférait les discussions en commission. En 1845, il devient également docteur ès lettres. Docile aux conseils de Guizot, il fréquenta rarement les fidèles du Château, où l’on n’avait sans doute pas oublié son ancienne virulence. Ingénument, il confia : « L’excellent roi Louis-Philippe ne me donna pas la satisfaction de croire qu’il ne me prenait pas pour un maître de forges. » Ses anciens amis du National, amers, n’avaient pas oublié non plus son revirement spectaculaire.
Quoi qu’il en soit, il fut réélu député le 1er août 1846 avec 57 % des votants, et suivit la même ligne de conduite. En février 1848, il vit avec regret tomber la monarchie de Louis-Philippe, mais accueillit avec joie l’avènement du régime présidé par Louis-Napoléon Bonaparte. En 1850, la mort de l’abbé de Feletz lui ouvrit les portes de l’Académie française, tandis que l’Empire le rappelait à de hautes fonctions dans l’Université : inspecteur général de l’enseignement supérieur (mars 1852), secrétaire du conseil de l’instruction publique, professeur d’éloquence française à la Faculté des lettres de Paris de 1852 à 1867.
Ce fut dans une de ses leçons qu’il exposa sa théorie des « deux morales », qui resta attachée à son nom. Il distingua la morale ordinaire, qui régit les actions des simples particuliers, et celle, plus large, applicable seulement aux princes, qui peuvent violer leurs serments, emprunter des millions sans les rendre, etc. Le chahut qui s’ensuivit trouva sa conclusion en correctionnelle, où plusieurs étudiants furent condamnés à de la prison, transformant une explosion de potaches en événement politique, et popularisant son sobriquet d’« homme à deux morales ».
En 1856, il fut fait commandeur de la Légion d'honneur et, en 1857, directeur de l’École normale supérieure. Le 22 janvier 1867, un décret impérial l’appela au Sénat (Second Empire), où il retrouva son ancienne conduite de député : il approuvait de ses votes l’Empire autoritaire et évitait la tribune. La chute de l’Empire le rendit à la vie privée.

### Œuvres de Désiré Nisard
En dehors de nombreux articles parus dans la Revue des Deux Mondes, la Revue de Paris, la Revue contemporaine, il a publié :
- Le Convoi de la laitière, ouvrage introuvable, Larousse prétendant que Nisard passa une partie de sa vie à en rechercher les exemplaires pour les détruire ;
- Études de mœurs et de critique sur les poètes latins de la décadence (1834) 3 tomes ;
- Histoire et description de la ville de Nîmes (1835) ;
- Précis d'histoire de la littérature française (1840) ;
- Histoire de la littérature française (1844-1861) ;
- Examen des poétiques d'Aristote, d'Horace et de Boileau (1845), thèse de doctorat ;
- Études sur la Renaissance (1855), fragments de ses cours au Collège de France et à la Sorbonne ;
- Souvenirs de voyage (1856) ;
- Études de critique littéraire (1858), choix parmi ses articles des Débats et du National, comprenant le manifeste De la littérature facile et de la littérature difficile ;
- Études d’histoire et de littérature (1859-1864), choix d’articles de revues ;
- Mélanges d’histoire et de littérature (1868), discours de distribution de prix ;
- Les Quatre grands historiens latins (1875) ;
- Nouveaux mélanges d’histoire et de littérature (1887) ;
- Notes et souvenirs (1888).

Il a aussi dirigé la collection des Classiques latins avec la traduction en français (1838-1850), où il eut un grand nombre de collaborateurs, tels Hauréau, Géruzez, Élias Regnault, Fouquier, Théophile Baudement, François Génin, Burnouf, Émile Littré, Philippe Henri Théodore Guiard, Rondelet.

### Autres ouvrages
- Éric Chevillard, Démolir Nisard, Les Éditions de Minuit, 2006, 172 p. (ISBN 978-2-7073-1965-4)

## Sources
1. 1 2 3  Christophe Charle, « 86. Nisard (Jean, Marie, Napoléon, Désiré) », Publications de l'Institut national de recherche pédagogique, vol. 2, no 1,‎ 1985, p. 139–140 (lire en ligne, consulté le 17 juillet 2020)

- Pierre Larousse, Grand Dictionnaire universel du XIXe siècle, 15 volumes, (1863-1890)
- « Désiré Nisard », dans Adolphe Robert et Gaston Cougny, Dictionnaire des parlementaires français, Edgar Bourloton, 1889-1891 [détail de l’édition]